# Pelidnota kirbyi
Pelidnota kirbyi is een keversoort uit de familie bladsprietkevers (Scarabaeidae). De wetenschappelijke naam van de soort is voor het eerst geldig gepubliceerd in 1832 door Gray in Griffith.